# Upplands runinskrifter 404
Upplands runinskrifter 404 är ett vikingatida runstensfragment av sandsten som påträffades i Kv. Urmakaren, Sigtuna och Sigtuna kommun som nu förvaras i Sigtuna museum. Fragmentet är 31 gånger 23 centimeter.

## Inskriften
Translitterering av runraden:
... ...ur(f)in (:) (b)...
Normalisering till runsvenska:
... [Þ]orfinn(?) ...
Översättning till nusvenska:
... Þorfinnr(?) ...